# Чжу Цюань
Чжу Цюань (朱权; 27 мая 1378 — 12 октября 1448) — китайский принц из династии Мин, историк, военачальник, музыкант и драматург. Носил титул — князь Нин (Нин-ван) (1391—1448). Его также помнят как великого знатока чая, исполнителя на цитре и композитора.

## Биография
Родился 27 мая 1378 года в Нанкине. Семнадцатый сын Чжу Юаньчжана (1328—1398), первого китайского императора из династии Мин Хунъу (1368—1398). Его мать — госпожа Ян.
Чжу Цюань изначально был военачальником на службе у своего отца, императора Хунъу, основавшего династию Мин. В 1391 году ему был пожалован приграничный феод Нин со столицей в Данине в современном Чифыне, Внутренняя Монголия. Он был известен своим мастерством в искусстве и войне и сыграл важную роль во время волнений, связанных с восхождением на престол его племянника-подростка, императора Цзяньвэня, в 1399 году.
По совету своих конфуцианских советников император Цзяньвэнь вызвал своего дядю на аудиенцию в столице империи Нанкине. Опасаясь намерений императора, поскольку другие дяди были понижены в должности или казнены в том же году, Чжу Цюань отказался и потерял три свои дивизии за неподчинение.
Чжу Ди, князь Янь, готовился к собственному восстанию против императора и считал важным моментом нейтрализовать Чжу Цюаня, талантливого лидера хорошо обученных войск, расположенных в его тылу. Воспользовавшись атакой У Гао на Юнпин недалеко от современного Шаньхайгуаня, принц Янь, разгромив силы У Гао, поспешно поехал в Данин и симулировал поражение и горе. Через несколько дней его войска заняли позиции и успешно захватили Чжу Цюаня, когда он провожал своего брата. Официальная история династии Мин сообщает об эвакуации Данина, при этом гарем и придворные Чжу Цюаня были перевезены в Сунтингуань, а самого принца оставили в столице Янь в Бэйпин, но не упоминает о поджоге Чжу Ди всего города и разрушении обширной библиотеки Чжу Цюаня.
С этого момента Чжу Цюань помогал своему старшему брату в его восстании, и в «Истории Мин» записано, что принц Янь предложил разделить между ними всю империю. Однако после своего возведения на пост императора Юнлэ в 1402 году он быстро отступил и отказался назначить своего брата правителем Сучжоу или Ханчжоу, вместо этого предоставив ему выбор только из захолустных назначений. Он поселился в Наньчане, столице провинции Цзянси. После паники, когда его обвинили в занятиях колдовством угу, Чжу Цюань, по сути, отказался от любого вмешательства в жизнь государства, вместо этого посвятив свое время культурным занятиям.
Ежедневно встречаясь с местными или приезжими учёными и даосами, он стремился к бессмертию. Он ценил и перерабатывал свою «Тайную книгу происхождения» (原始秘书, Yuánshǐ Mìshū), текст, который пережил пожар Данина и резко критиковал буддизм как иностранный «траурный культ», противоречащий китайской культуре и правильному управлению. Его энциклопедия даосизма «Самые чистые и драгоценные книги на пути августейшего неба» (天皇至道太清玉册, Tiānhuáng Zhìdào Tàiqīngyù Cè) пользовалась таким уважением, что присоединилась к даосскому канону. Его брат приказал ему завершить"Всеобъемлющее зеркало обширных эссе" (Тунцзянь Болун), а также автор «Семейных советов» (Цзя Сюнь), «Церемониальных обычаев страны Нин» (Нинго Ифань), «Тайной истории Хань и Тан» (汉唐秘史, Хань-Тан), «История прерывается» (Ши Дуань), «Книга очерков» (文谱, Вэнь По), «Книга поэзии» (诗谱, Ши По) и несколько других аннотированных антологий. Его самым успешным было «Чайное руководство» (茶谱, Ча По). Кроме того, он лично профинансировал издание многих редких книг и написал несколько опер.
Чжу Цюань — важная фигура в истории китайской цитры, или гуцинь, благодаря составлению важного «Руководства по таинственному и чудесному» (神奇秘谱, Shénqí Mì Pϔ) в 1425 году. Это самая ранняя известная крупномасштабная коллекция Цинь считает, что они сохранились до наших дней.
У Чжу Цюаня было 6 сыновей и 14 дочерей.
Чжу Цюань также является предком известного китайского художника Чжу Да.